# Hrubý Jeseník (district de Nymburk)
Hrubý Jeseník (en allemand : Groß Jesenik) est une commune du district de Nymburk, dans la région de Bohême-Centrale, en République tchèque. Sa population s'élevait à 559 habitants en 2020.

## Géographie
Hrubý Jeseník se trouve à 9 km au nord-est de Nymburk et à 51 km à l'est-nord-est de Prague.
La commune est limitée par Křinec au nord et à l'est, par Nový Dvůr et Oskořínek au sud-est, et par Jíkev à l'ouest.

## Histoire
La première mention écrite de la localité date de 1088.